# 番長連合
『番長連合』（ばんちょうれんごう）は、阿部秀司による日本の漫画作品。2003年から2006年まで『週刊少年チャンピオン』（秋田書店）で連載されていた。続編もしくはスピンオフ的位置付けの作品として『堂本ルール』がある。
　

## ストーリー
東照美、堂本勘二、横山修一らを中心とした大日本全学連合会（全学会、通称「番長連合」）が3年で全国制覇を成し遂げる過程を綴った物語。作品では、三中との抗争「橋船事件」、上総連合との抗争「千葉南北戦争」、池袋での神山との抗争「池袋戦争」が記録されている。全学会はそれらすべてに勝利を収め、後に全国制覇を成し遂げる。
　

## 登場人物

### 大日本全学連合会（全学会）
東照美、堂本勘二、横山修一らを中心に結成した、中学生・高校生のみで運営されている組織。

#### 秋志野中
東照美、堂本勘二、横山修一の通う中学校、トップは東照美。不良数は少ない。
東 照美（あずま てるみ）
主人公の1人。あだ名は東っち。秋志野中2年にして頭を張っており、全学会では総番長を務める。大の喧嘩好きであり、喧嘩の天才(バカ)だが、仲間思いで器が大きく人望も厚い。喧嘩は魂（イノチ）だと言う。
堂本 勘二（どうもと かんじ）
主人公の1人。秋志野中に転校してきた東・修一のクラスメイト。全学会の発起人であり、全学会では幹事長を務める。作戦の発案や指揮を執ることが多い、頭のキレる理論派。理論派故に味方からは嫌われている。描写はあまりないが喧嘩も強く、瞬間的な非情さは東も寒気がするほど。普段は人をからかって遊んだり、仲間にあだ名を付けたりと子供っぽい一面を見せる。
『堂本ルール』は堂本が派遣で働きながらネットカフェ難民生活を楽しんでいるところから物語が始まった。かつての仲間と離れてしがらみから解放されたからか、本作よりさらに非情な面を見せるようになった。
横山 修一（よこやま しゅういち）
主人公の1人。東に心酔している。東の次に強く、秋志野中No.2にして全学会のNo.2(全て自称)であり、全学会の親衛隊長を務める。お調子者のヘタレで喧嘩も少し強い中学生レベルしかないと、全学会の戦力としては全くの役立たず。立花と共に騒動のきっかけを起こすのが定番。

#### 三中（橋船市立第三中学校）
橋船市内最強の不良中学。不良数165名と多く、団結力も高い。神山聰司が絶対的な力でトップを務めていたが、「橋船事件」を期にNo.2であった源太一がトップになり、同時に全学会入りする。
源 太一（みなもと たいち）
三中元No.2で現在はトップを務め、全学会では特攻隊長を務める。2年にして市内最強と呼ばれる中学のNo.2(後にトップ)を張れる程の実力の持ち主。恐怖で弱者を支配していたらしいが、三中の不良からの人望は厚い。全学会の組織拡大に大きく貢献したが、重要な場面では大怪我で戦線を離脱していることが多かった。
立花 薫（たちばな かおる）
三中元No.3で現在はNo.2を務め、全学会では特攻副隊長を務める。3年でありながら源に対しては恐怖心で全く逆らえない状態であったが、全学会加入後は対等に近い立場になったようだ。修一と行動を共にすることが多く、騒動のきっかけを起こすことが多かった。

### 上総連合
千葉県南部全域を支配下に置く県内最大最強の暴走族連合体。構成員600人（800人超と表記されている箇所もあり）、単車台数580台。幹部4人は四天王と呼ばれ、絶対的な上下関係で統率されている。全学会との抗争の末、全学会に吸収される。
吉田 雄一（よしだ ゆういち）
勝浦の広目天と呼ばれる、上総連合四天王の1人。上総連合の事実上総長を務め、圧倒的な力による恐怖で組織を束ねる一方、進学校でトップをキープするほどの頭脳を持つ。「一番になりたい、なり続ける」という思いが人一倍強く、そのためには手段を選ばない。連合所属の200人のチームのトップとの描写があるが、詳細は不明。同幹部の畠山とは中学からの仲間。全学会との抗争後は上総連合を退き、畠山と共に銚子の岩橋の元で住み込みで働き始める。全学会池袋侵攻時は東口側に因縁のある高野が居ることを知り、全学会に協力する。
畠山 芳春（はたけやま よしはる）
茂原の多聞天と呼ばれる、上総連合四天王の1人。吉田とは中学からの仲間。ウエイトトレーニングで鍛えた力と本格的なボクシングによるスピードを武器に、上総連合No.2の実力を持つ。連合所属の200人のチーム「黒巣」のトップ。全学会との抗争後は吉田と共に上総連合を退き、行動も吉田と共にしている。
吉野 保文（よしの やすふみ）
木更津の持国天と呼ばれる、上総連合四天王の1人。2mを超えた恵まれた体格と圧倒的なパワーが武器。連合所属の200人のチームのトップとの描写があるが、詳細は不明。清水と共に行動する描写があり、清水も「あいつがいないと会議の多数決で勝てない」と言っていることから仲は良い模様。清水と共に源率いる三中軍団を壊滅させたが、東とのタイマンに敗れて戦線を離脱した。全学会との抗争後は全学会入りし、池袋侵攻時には選抜偵察隊に選ばれている。
清水 利晃（しみず としあき）
館山の増長天と呼ばれる、上総連合四天王の1人。連合所属のチーム「羅生」のトップ。チームの構成員は200人。篠原と共に堂本を罠に陥れ、全学会壊滅の危機まで追い詰めた。元々「羅生」は連合内でもあまり大きくないチームだったが、清水の代で勢力を拡大したらしく、吉田・畠山からは「成り上がり」と蔑まれている。銚子沙仁威との件や吉田・畠山の嫌がらせの末にチーム「羅生」は上総連合と決別し全学会に吸収され、上総連合と全学会との抗争では全学会側で戦った。
篠原 満（しのはら みつる）
清水の率いるチーム羅生の一人。堂本のような頭脳派であり、清水の命により堂本に近づき、全学会幹事長補佐として全学会にスパイとして参入していた。銚子沙仁威との件において清水と共に正式に全学会に入り、池袋侵攻作戦時には選抜偵察隊に選ばれている。清水を本当は優しい人間だと見抜いており、清水を心から慕っている。
尾頭 里穂（びとう りほ）
上総連合所属のレディース「夜鬼姫」3代目総長。チーム構成員は30人程度。気合と根性は男に負けないほど強い。修一、立花との接触を機に夜鬼姫は同連合を脱退、上総連合の中では一番に全学会入りする。
伊集院 綾野（いじゅういん あやの）
夜鬼姫の副総長を務める不細工な大女。尾頭に武器でいくら殴られても手を出さなかった修一に惚れ、ダーリンと呼びなりふり構わず猛アタックを仕掛ける。
鮎川 守（あゆかわ まもる）
上総連合幹部の一人で、連合所属のチーム「悪神会」のトップ。チーム構成員は50人程度。連合脱退を表明した夜鬼姫を潰しにかかったが、全学会三中軍団に返り討ちにあい、その事で四天王に攻められて制裁を受けた。
川崎 純也（かわさき じゅんや）
チーム闇坊主を率いていた上総連合前会長。チームとしての規模は連合内では小さかった。吉田のクーデターによってバイク事故を起こし死亡した。
谷口 裕香（たにぐち ゆか）
夜鬼姫初代目総長。尾頭の尊敬する人物。川崎純也とは恋愛関係にあり、近々結婚する予定だったが、事故を起こした川崎のバイクに同乗しており、彼と共に死亡した。

### 銚子沙仁威
暴走族全盛期の1970年代に全国制覇をしたチーム。構成員は200人。上総連合とは不可侵条約を結んでおり銚子から出ることはなかったが、全学会に協力し10年ぶりに銚子から出る。抗争そのものには参加しなかったが、上総連合四天王清水の率いるチーム羅生の解体、全学会への吸収に大きく貢献した。
岩橋 健一郎（いわはし けんいちろう）
銚子沙仁威初代リーダー。全国制覇を成し遂げた唯一の人物で、不良・暴走族の間では伝説の人物として語られている。現在は一線から退き銚子で「岩橋モータース」を経営しているが、東を一撃でふっ飛ばす程の力や情報収集力、他への影響力など、その力は未だ健在。人の行動をよく採点している。説得に来た東らの魂（イノチ）に触れ、銚子沙仁威共々彼ら全学会に全面的に協力する。過去に池袋の伝説の喧嘩師こと尾崎に負けており、未だに頭が上がらない様子。
細尾 大樹（ほそお だいき）
銚子沙仁威7代目リーダー。岩橋の命によりチームを上げて全学会に協力する。チームとしての協力が終わっても単身で上総連合と全学会の抗争を観察し、戦いの状況を逐一岩橋に報告していた。

### 池袋西口軍
東口クラブ一帯を支配したGODこと神山聰司が西口に侵攻してきたため、柴崎勇悟を中心に結成した西口クラブのギャング仲間（ファミリー）。修一・立花を通して全学会を知り、堂本の命を懸けた説得により全学会との同盟を結ぶ。
柴崎 勇悟（しばさき ゆうご）
「IDLE WILD」を拠点にする西口クラブ側のトップ。ファミリーを大事に想い、普段は冷静だがファミリーのためには熱くなれる男で、周りからの人望も厚い。アイアン・ヘッドと呼ばれる強力な頭突きを武器に戦う。背中に蛸の入れ墨を入れており、それを見せた時の第1形態では33人、茹でダコのように真っ赤になった第2形態では44人を1人で倒した伝説を持ち、さらにその上に最終形態もある。修一をファミリーの一員と認めており、彼のことをブラザーと呼ぶ。
菅谷 勇三（すがや ゆうぞう）
「菅谷診療所」の院長を務める。口が悪く診察中でも酒を飲むなど態度は悪いが腕は確かで、柴崎は信頼しファミリー共々世話になっている。尾崎に怪しげな薬を横流しして暴利を貪るヤブ医者呼ばわりされていた。
尾崎 一（おざき はじめ）
20年以上前に池袋で200戦無敗の伝説を持った喧嘩の天才、伝説の喧嘩師と呼ばれていた男。現在は喧嘩を引退し、某県某地方都市で市役所勤めをする普通のオッサン。半殺しにしても座り込みの説得を辞めない修一と立花に折れ、西口VS.東口のケンカマッチに助っ人として参戦する。過去に銚子沙仁威の岩橋をボコボコにしており、池袋で再会してからは交流を始めたようだ。現在でも岩橋などには恐れられているが、妻には頭が上がらない模様。

### 池袋東口軍
GODこと神山聰司とバジリスクこと高野実が支配する東口クラブギャング軍。支配したクラブからの集金システムを確立しており、そのシステムはヤクザより酷い。
神山 聰司（かみやまそうじ）
元三中No.1。池袋においてはGODとして頂点に君臨している。総合的な天才と称されており、一度見るか体験すると全てマスターしてしまうため、不良校の三中の頭でありながら文武両道だった。三中時代から集金システムを確立しており、金の力と自身の力で周りを従えてきたが、強引すぎる手腕故に人望は薄い。三中時代での東達との抗争では東を追い詰めるも堂本の計画で倉庫爆破の犯人に仕立て上げられ、少年院送りにされるもなんらかの手段を使ってすぐに出てきた。その後は高野と組んで池袋の完全支配を目論み、柴崎ら西口連合軍及び全学会とのケンカマッチを行う。自身は最終戦の鉄骨対決で東を再び追い詰めるも精神力の差で敗北し、仲間達にも見捨てられてしまう。それでも自分に手を差し伸べてくれた東を「ムカつく」と吐き捨て、彼の手を振り切って奈落の底に落ちていった。しかし、事前に保険をかけていたため生きていたようで、そのまま姿を消した。
高野 実（たかの みのる）
バジリスクとして神山と共に池袋の頂点に君臨している。強力な洗脳が武器だが、神山には内心蔑まれている。5年前にヨットスクールで吉田・畠山と接触しており、洗脳した彼らを利用してヨットスクール初の脱走を成功させた。ボクシングで鍛えた畠山の攻撃を完全に見切っていたりと、喧嘩の実力も高い。西口連合軍及び全学会とのケンカマッチ前に畠山を洗脳と地力の差で破り、対決当日では吉田も洗脳で破った。その後は神山の提案でタッグマッチを行い、自身は修一と対決する。持ち前の洗脳で勝負を決めようとするも東を信じている修一には洗脳が効かず、苦戦を強いられたことで神山に切り捨てられそうになるも東に助けられたが、神山のことを拒絶した。抗争後は池袋に居場所がなくなったことで街を去り、姿を消したとのこと。
杉田 かおり（すぎた かおり）
神山・高野の周りにいる女。高野の説得（洗脳）を受け、尾川と共に修一と橘を色仕掛けで騙し利用する。チャラい見た目とは裏腹に、オリンピック強化選手に選ばれるほどの柔道の腕前を持つ。
尾川 優（おがわ ゆう）
杉田と行動を共にしている女。杉田とは違いチャラい見た目そのまま、ただ遊んでいるだけの普通の女。
マイク・ロナウド（まいく・ろなうど）
神山が金で雇った助っ人の現役K-1選手、198cm110kg（尾崎との対戦時は192cm103kgと表記）、通称「オランダの壊し屋」。劣悪な少年時代の経験から「殺らなきゃ殺られる」と考えており、対戦成績は64勝17敗の内17敗すべてが反則負け。ケンカマッチでは尾崎と対決し、当初は格闘家としての技で臨むも彼に追い詰められたことで本気で尾崎を殺そうとする。しかし、尾崎の異様なまでのタフさに恐怖を抱き、敗北した。
ビリー・ブラッシー（びりー・ぶらっしー）
神山が金で雇った助っ人のアームレスリング全米チャンピオン、215cm220kg、通称「テキサス・バッファロー」。常に視点が定まっておらず、言葉も殆ど「ゲヒャヒャ」といった奇声しか発していない。異様なまでのポップコーン好きで、源にポップコーンを叩き落とされた際は発狂した。ケンカマッチでは柴崎と対決し、彼を追い詰めるも本気になった柴崎の気迫に負けて逃げ出した。その後は神山と高野から制裁を受けてトラックに撥ねられた。
ダイナマイト末吉（だいなまいとすえよし）
西口VS.東口のケンカマッチの司会進行を務める、アフロヘアーとサングラスが特徴の19歳。見た目同様テンションが高い。最終戦に急遽行われた「ファイト一発ロープアンドファイヤーデスマッチ」の提案者。